# Antigonees
Les Antigonees (en grec antic: Ἀντιγόνεια) eren una jornada de sacrificis instituïda per Arat a la ciutat de Sició. En el dia assenyalat es feien processons acompanyades de peans, jocs i altres actes en honor d'Antígon III Dosó, amb el qual Arat de Sició havia concertat una aliança en contra de Cleòmenes d'Esparta, segons diuen Plutarc i Polibi. El festival no devia durar gaires anys.